# アラスカのインノケンティ
アラスカのインノケンティ（英語: Innocent, ロシア語: Инноке́нтий、1797年8月26日 - 1879年3月31日）は、正教会の主教であり聖人（成聖者）。アメリカ正教会の黎明期に重要な聖人であるほか、米国聖公会でも聖人として扱われている。
アレウト語（Aleut language）の表記法も考案し翻訳を行いつつアラスカとシベリアへの宣教を行った事から、「北米の亜使徒」「アラスカとシベリアの光照者」との称号が付される事がある。晩年にはモスクワ府主教も務めた。
同名人物との区別の際、地名・尊称のほか、姓であるヴェニアミノフ（Вениаминов）も用いられる。
日本の函館を訪れた事があり、日本で初めて主教祈祷による聖体礼儀を行った人物でもある。また日本の亜使徒聖ニコライと、ニコライエフスクと函館で会見しており、ニコライに日本語学習に専心するよう指導した（後述）。

## 生涯

### 幼年 - 青年時代
1797年8月26日にイルクーツク州アンギンスコエ村(Ангинское)に生まれる。俗名はイヴァン・エヴセエヴィチ・ポポフ（Иван Евсеевич Попов）。後に司祭となった際の名として記述される「イオアン・ヴェニアミノフ」の「イオアン」 は、ロシア語表記「イヴァン」の、教会スラヴ語再建音によるものである。
1807年にイルクーツク神学校に入学。1817年の卒業前に結婚し、輔祭となってイルクーツクの生神女福音聖堂に奉職。1818年に神学校を卒業すると、教会学校の講師に任じられ、1821年には同教会の司祭に任じられる。1823年までの短い任であったが、人々の尊敬と信頼を得ていたと伝えられる。

### アラスカ宣教・アレウト語による翻訳と執筆

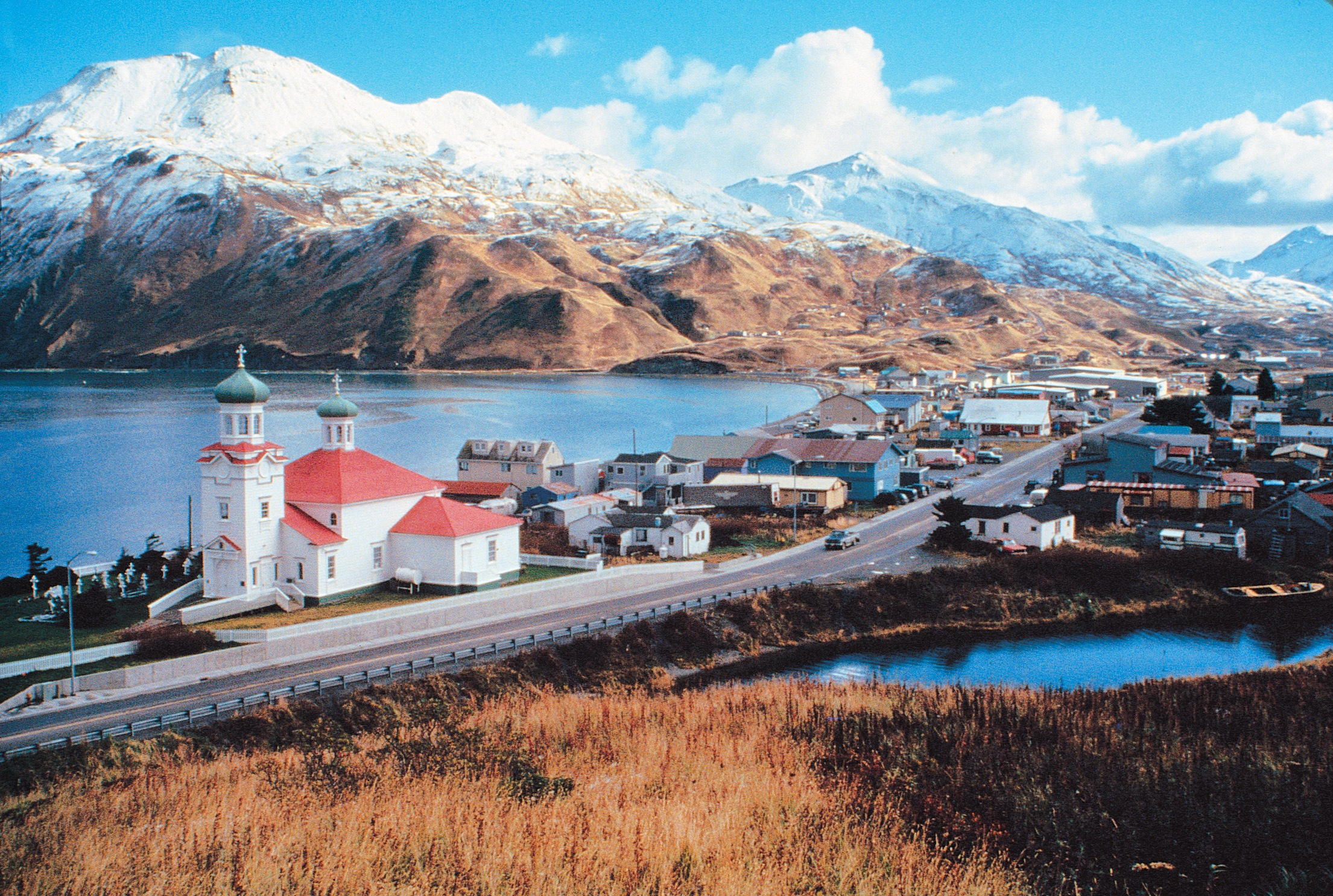
現代のウナラスカ。左に正教会の聖堂が写っている。

1823年5月7日、新しい任地であるアリューシャン列島の島、ウナラスカに向かってイルクーツクを出発するが、交通機関の発達していない当時、旅は困難を極め、目的地であるウナラスカについたのは翌1824年7月29日のことであった。
到着してからまず聖堂を建てるが、大工としての才能もあったイオアン（インノケンティ）は原住民に建築を指導しつつ、自らも工事に参加。『主の昇天聖堂』が完成する。
また、アレウト語（Aleut language）を学んだ。当時文字を持たなかったアレウト語にロシア語などに使われるキリル文字によるアルファベット表記法を考案。正教要理、福音書をアレウト語に翻訳。『天国への道しるべ』（"A Directive of the Way to the Kingdom of Heaven"）もアレウト語で書いた。
管轄していた教区は広大であり、その宣教・指導には大変な困難があった。島から島へと、バイダルカと呼ばれるカヌーで海峡を横断して管轄区を回ったが、そのカヌーは一人が座るのが精一杯という代物であり、風雨の中、海をカヌーで渡る事も珍しくなかった。風雨の中で身体全体を濡らしてしまった後は、ユルタと呼ばれるゴミの中で休息をとるのが慰めであった。そのような状況の中、各地で聖体礼儀・痛悔機密などの奉神礼を司祷し、説教を行って回った。
イオアン神父（インノケンティ）一家は最初、泥土で作った小屋に住んでいたが、その後自分で木造小屋を建て、柱時計、家具も自分で作り、漁業用の網まで自分で作った。この間、アリューシャン列島の地誌・民俗の研究を行い、その成果は現代でも貴重な資料となっている。
1834年、10年間住んだウナラスカを去り、シトカに移る。ここでも同様の苦難の中で宣教を行った。
1839年、家族をイルクーツクに帰し、自分はサンクト・ペテルブルクにアレウト語の翻訳書を出版するために出立した。モスクワ府主教フィラレート（後にフィラレートも列聖されている）の配慮などにより、この出版は実現した。

### アラスカ主教・モスクワ府主教

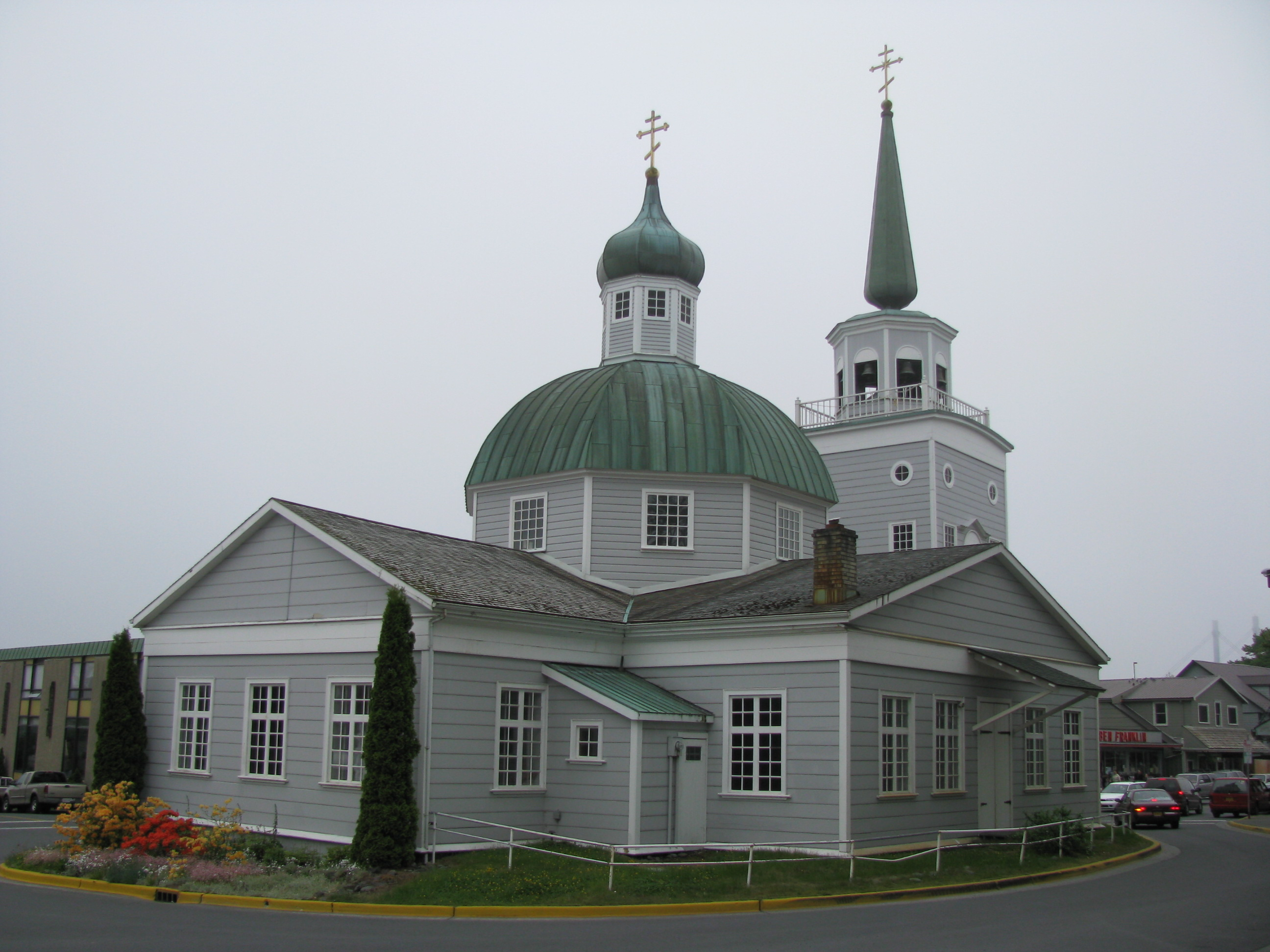
シトカの再建された天使首ミハイル大聖堂

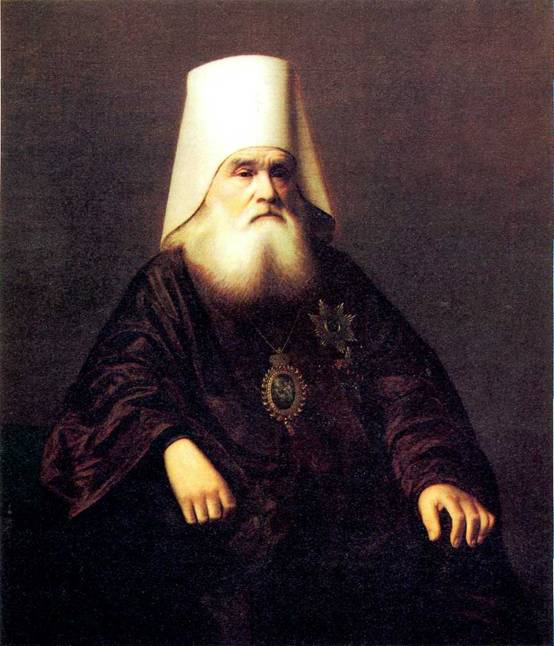
モスクワ府主教時代のインノケンティの肖像。被っている白いクロブークは、ロシア正教会にあっては府主教位を示す。

サンクト・ペテルブルク滞在中、イオアン神父は妻が永眠したという報せを受ける。これを知った聖務会院と皇帝ニコライ1世は、イオアンに修道士となり、さらに初代のアラスカおよびカムチャッカの主教となるよう盛んに勧めた。イオアンは長い祈りの後、この申し出を受けた。
こうして、当初は妻帯司祭であったイオアン神父であったが（正教会では司祭の前段階である輔祭に叙聖される前であれば結婚が可能）、妻が永眠したことで推されて修道士となり（正教会では妻帯司祭が妻の死没後に修道士となる事は珍しくない）、1840年に初のアラスカ主教となることとなった（主教は修道士から選ばれる）。
修道名であるインノケンティは、シベリアの最初の正教伝道者であるイルクーツクのインノケンティに因んだものである。
1841年、主教となったインノケンティはシトカに戻る。伝道学校、小学校、孤児院を設置。1848年には天使首ミハイル大聖堂を建立した。この大聖堂は1966年に類焼のため全焼してしまったが、1976年に原型に忠実な形で再建された。
1850年から1860年にかけてシベリアの原住民とアムール川流域の原住民に伝道を行った。その中には現地の朝鮮人も含まれていたとされる。カムチャッカにも赴き、その際暴風雨を避けて函館に寄港した折、日本にいたニコライ・カサートキンと出会い、助言を与えた（後述）。
1862年、シトカからシベリアのブラゴヴェシチェンスクに主教座が移り、インノケンティも住まいを移した。1867年、前任のフィラレートを継いで、当時ロシア正教会で最高の地位であるモスクワおよびコロムナの府主教となる。インノケンティは元は妻帯司祭であり学歴も高くなかったが、その伝道活動の熱心さと成果が評価されての選出であった。
府主教となったインノケンティは1870年、ロシア正教会史上初となる伝道機関を組織化し、自ら伝道協会協会長となった。各地向けに作られた伝道会社の伝道対象地域としては、中国、ウラル・アルタイ、シベリア、日本、朝鮮が挙げられる。

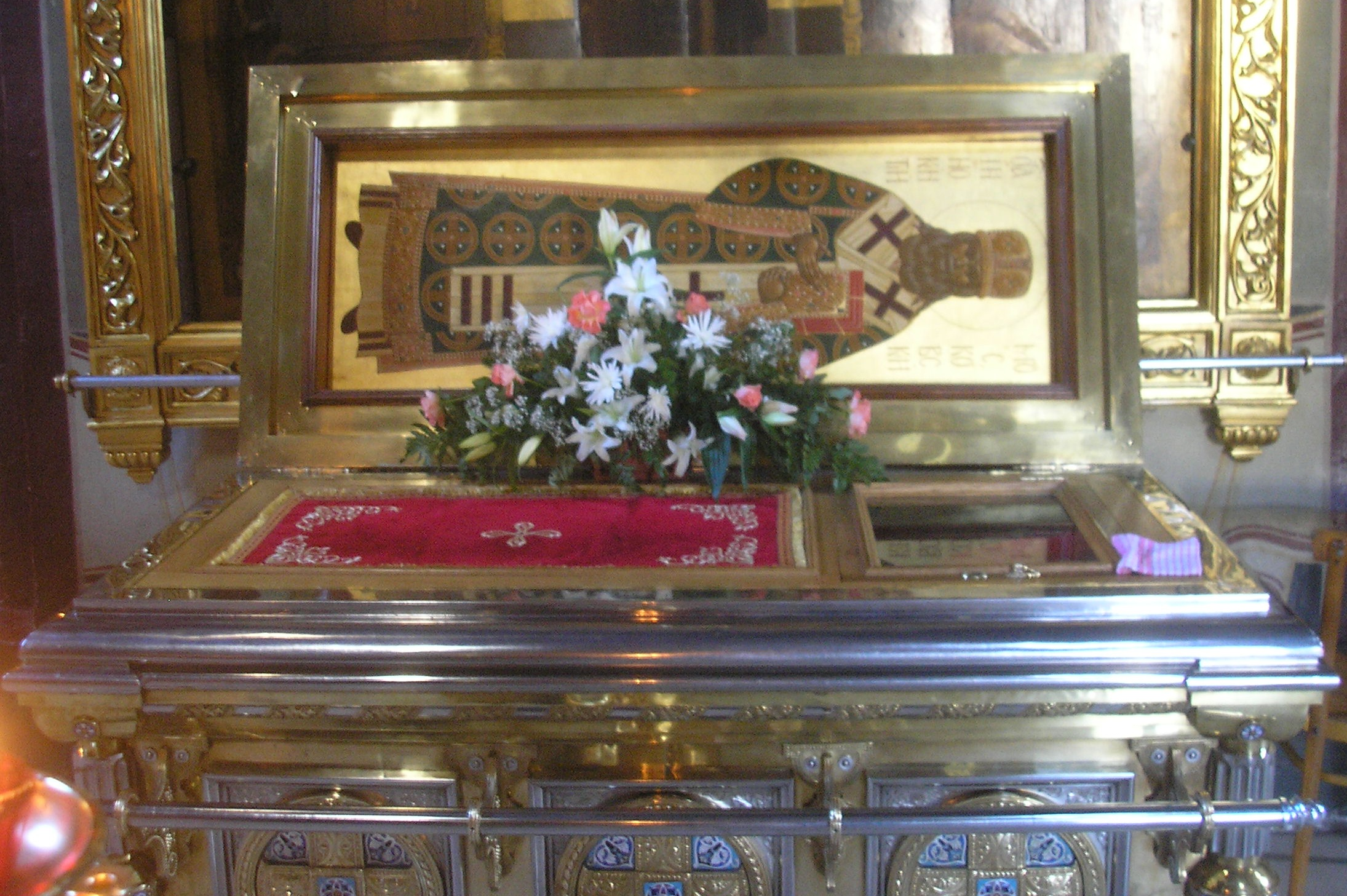
至聖三者聖セルギイ大修道院の生神女就寝大聖堂内にある、不朽体を納めた聖櫃

1879年3月31日永眠。不朽体は至聖三者聖セルギイ大修道院の生神女就寝大聖堂に安置されている。

### 日本のニコライとの出会い
1860年にニコライエフスクで、1861年に函館で、インノケンティと、日本に正教伝道を行おうとしていたニコライ・カサートキンが会っている。現場に居る者の貴重な伝道の体験談を、ニコライはインノケンティからニコライエフスクで聞く事となった。
インノケンティ大主教（肩書き当時）が函館に立ち寄ったのは、軍艦でカムチャッカに向かう途中暴風雨に会ったため函館に寄港したことによるものであり、多分に偶発的であった。函館でインノケンティは領事館内の聖堂で聖体礼儀を行っているが、主教祈祷による聖体礼儀は日本におけるものとしてはこれが初めてである。
函館で二人が会った時のものとして、以下のようなエピソードが伝えられている。

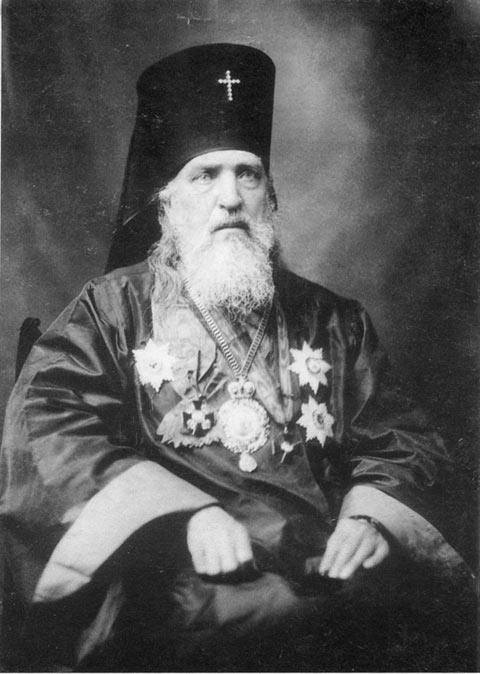
亜使徒ニコライ

インノケンティ大主教がニコライの部屋を訪れると、ニコライの机上にはフランスとドイツの神学書が置かれていた。インノケンティがニコライに、何のためにこれを読んでいるのかをたずねると、ニコライはフランス語・ドイツ語を忘れないように読んでいると答えた。インノケンティは「君は今こんなことをしている場合ではない。専ら日本語を学ぶように」と叱ったと伝えられる。
それまでもニコライは日本語を学んでいたが、この後さらに日本語の学習に熱を入れ、のちに新約聖書・祈祷書を、中井木菟麻呂とともに、漢文訓読体に近い文体で翻訳するまでに日本語に習熟した。

## 称号・呼称
英語媒体（主にアメリカの正教会に係るもの）では北米などへの宣教の業績が重視されて「北米の亜使徒（Equal to the Apostles of North America）」「アラスカとシベリアの光照者（Enlightener of America and Siberia）」といった呼称が使われる傾向がある。
これに対しロシア語媒体（主にロシアの正教会に係るもの）ではモスクワ府主教としての経歴が重視されて「モスクワおよびコロムナの府主教・成聖者インノケンティ（Святитель Иннокентий, митрополит Московский и Коломенский）」と呼ばれる傾向がある。
他方、「アラスカとシベリアの光照者・モスクワ府主教（Enlightener of America and Siberia and Metropolitan of Moscow）」のように、両者が合わせて使われる事もある。
こうした呼称の地域差は本記事のインノケンティに限らず正教会の聖人によくみられるもので、例えばアンドロニク・ニコリスキイはロシア正教会では「ペルミの主教」として記憶されるが、日本正教会では「初代京都の主教」として記憶される。